# Melodies from Mars
Albums de Aphex Twin
(Richard D. James)
Donkey Rhubarb
(maxi)
(1995) Girl/Boy
(maxi)
(1996)
Melodies from Mars est un album d'Aphex Twin qu'il n'a jamais officiellement publié. S'il n'en a admis la paternité qu'en 2010, il a été relevé que certains morceaux ressemblent à des versions alternatives (soupçonnées d'être des démos) de pistes du Richard D. James Album et d'Analogue Bubblebath 5. Ces morceaux sont considérés comme un tournant dans la carrière de Richard D. James qui a laissé de côté les synthétiseurs et les amplificateurs pour de la musique composée sur des trackers et des stations audionumériques.
Il est difficile de se procurer cet album de manière légale. Il est admis que Richard D. James a offert Melodies from Mars à certains de ses amis sous format cassette. L'Aphex Twin Community s'est plainte, non sans ironie, que le label Rephlex Records leur a demandés de faire disparaître les MP3 de leur site; le label russe Unreal Records a également publié illégalement une version alternative de cet album dans laquelle il manquait le huitième morceau dont le "titre" ("Logan Rock Witch") était en réalité posé sur le septième morceau.
Dans une interview pour Another Man en 2010, Richard D. James témoigne : "J'ai six [albums] complets ... l'un est Melodies from Mars, que j'ai retravaillé il y a environ trois ans." En 2014, il explique que Melodies from Mars aurait dû être publié sous la forme d'un double album, mais qu'il a changé d'avis lorsqu'il s'est rendu compte qu'il avait la matière première pour en faire quatre. Selon Mike Paradinas, l'album Expert Knob Twiddlers qu'il a créé avec Aphex Twin aurait été inspiré par cet album jamais publié.

## Pistes
| 1.    | Sans titre | 3:19 |
| 2.    | Sans titre | 4:16 |
| 3.    | Sans titre | 2:20 |
| 4.    | Sans titre | 4:14 |
| 5.    | Sans titre | 5:14 |
| 6.    | Sans titre | 3:52 |
| 7.    | Sans titre | 4:04 |
| 8.    | Sans titre | 4:21 |
| 9.    | Sans titre | 4:33 |
| 10.   | Sans titre | 5:12 |
| 11.   | Sans titre | 2:55 |
| 12.   | Sans titre | 1:30 |
| 45:40 |            |      |

Deux morceaux de Melodies from Mars ressemblent de manière frappante à d'autres morceaux présents sur le Richard D. James Album et un troisième semble s'en inspirer de très loin:
- Le second morceau est une version plus longue de "Fingerbib".
- Le huitième morceau est une version alternative de "Logan Rock Witch".
- Le douzième et dernier morceau contient les mêmes samples de pizzicato que dans "Girl/Boy Song", mais n'y ressemble aucunement.

L'animateur britannique David Firth a utilisé des morceaux de Melodies from Mars pour ses animations:
- Le premier morceau est utilisé comme musique de fond dans le dessin animé Panathinaikos Bear; David Firth étant lui-même musicien, il a repris le dixième morceau en version acoustique.
- Les sixième et septième morceaux ont été utilisés dans l'introduction de son animation ALAN[6].
- Le dixième morceau a également été inclus dans son court-métrage en pâte à modeler Hollowhead[7].